# سرحات كوتش
سرحات كوتش (بالهولندية: Serhat Koç)‏ هو لاعب كرة قدم هولندي في مركز الهجوم، ولد في 18 يوليو 1990 في آيندهوفن في هولندا. لعب مع إف سي آيندهوفن وشانلي أورفا سبور ونادي غرونينغن ونادي كامبور وهيلموند سبورت.

## وصلات خارجية
- سرحات كوتش على موقع قاعدة بيانات كرة القدم.إي يو (الإنجليزية)
- سرحات كوتش على موقع Soccerway.com (الإنجليزية)
- سرحات كوتش على موقع عالم كرة القدم.نت (الإنجليزية)